# Krutienkowo
Krutienkowo (ros. Крутенково) – wieś (ros. деревня, trb. dieriewnia) w zachodniej Rosji, w osiedlu wiejskim Katynskoje rejonu smoleńskiego w obwodzie smoleńskim.

## Geografia
Miejscowość położona jest nad rzeką Gusinka (dopływ Dniepru), 2,5 km od drogi magistralnej M1 «Białoruś», 15 km od centrum administracyjnego osiedla wiejskiego (Katyń), 37,5 km od Smoleńska.

## Demografia
W 2007 r. miejscowość nie posiadała mieszkańców.